# جاغوار أكس جي
(بالإنجليزية: Jaguar XJ)‏ هي سيارة من تصنيع شركة سيارات جاكوار.

## نظرة عامة
جاكوار XJ هي إحدى سيارات سلسلة سيارات جاكوار الفاخرة التي تباع من قبل العلامة التجارية للسيارات البريطانية، جاكوار لاند روڤرالسيارات منذ عام 1968. فمودبل XJ يعد آخر صالون من جاكوار له مدخلات من مؤسس الشركة وليام ليونز، وقد تم عرض هذا الموديل في عدد لا يحصى من وسائل الإعلام. تم إطلاق جاكوار XE الحالي في عام 2009. وهي واحدة من السيارات التي تستخدمها العائلة المالكة البريطانية ويتم استخدام نسخة مدرعة لنقل رئيس الوزراء البريطاني.

## الجوائز
حازت سيارة جاكوار XJ على حائزة أفخم سارة في 2016 من قبل استبيان توتال كواليتي امباكت

## مجموعة سيارات XJ
XJR
XJR SPORT
XJR LUXURY

## المواصفات الكاملة

### XJR
```
قاعدة العجلات القياسية
```

محرك بنزين سوبر تشارجد ثماني أسطوانات V8 سعة 5 لتر وقوة 550 حصان
| المحركات                  | المواصفات               |
| ------------------------- | ----------------------- |
| الأسطوانات                | 8/4                     |
| القطر/الشوط               | 92.5 / 93 (مم)          |
| السعة                     | 5,000 (سي سي)           |
| أقصى طاقة                 | 550 (405) EEC - حصان    |
| عدد دورات المحرك/الدقيقة  | 6,000 - 6,500           |
| أقصى عزم                  | 600 (502) EEC-نيوتن متر |
| عدد دورات المحرك/الدقيقة  | 3,500 - 4,000           |
| معدل الانضغاط             | 9.5 : 1                 |
| أوتوماتيكي ذو ثماني سرعات |                         |